# Rosl und Paul Arnsberg-Preis
Der Rosl und Paul Arnsberg-Preis ist ein Förderpreis, der herausragende wissenschaftliche Arbeiten zur Geschichte der jüdischen Bürger von Frankfurt am Main auszeichnet. Der 2008 aus Anlass des 100. Geburtstages von Rosa Arnsberg (Paul Arnsberg war ihr Mann) begründete Preis der Stiftung Polytechnische Gesellschaft ist mit insgesamt 10.000 Euro dotiert und wurde bis 2016 in einem zweijährlichen Turnus vergeben; seitdem erfolgt die Vergabe in dreijährlichem Turnus. Ebenfalls seit 2016 wird im Rahmen des Arnsberg-Preises zusätzlich auch der Arno Lustiger-Förderpreis für Dissertationsprojekte vergeben, benannt nach dem Historiker Arno Lustiger. Die beiden Preise sind die einzigen Wissenschaftspreise zur jüdischen Geschichte in Deutschland.

## Zweck
Der Preis wird für herausragende wissenschaftliche Arbeiten zur Geschichte der Juden in Frankfurt verliehen und soll die Forschung zur Geschichte des jüdischen Lebens in der Stadt Frankfurt am Main fördern. Prämiert werden bedeutende Veröffentlichungen sowie die Erarbeitung und anschließende Veröffentlichung von neuen wissenschaftlichen Arbeiten mit Erkenntnissen zu diesem Thema.

## Preisträger
2008
- Helga Krohn für ihr Recherche- und Publikationsvorhaben Juden in Frankfurt am Main 1945 bis in die Gegenwart.
- André Griemert (Philipps-Universität Marburg) zur Förderung der Publikation seiner Staatsarbeit zum Thema Bürgerliche Verbesserung der Juden durch Schule und Bildung. Das Frankfurter Philanthropin in der Kontroverse um die jüdische Emanzipation bis 1816.[4][5][6]

2010
- Hauptpreis in Höhe von 8000 Euro: Andreas Gotzmann (Universität Erfurt) für seine Arbeit Jüdische Autonomie in der Frühen Neuzeit: Recht und Gemeinschaft im deutschen Judentum.[7]
- Förderpreis in Höhe von 2000 Euro: Benno Nietzel (Universität zu Köln) für seine Arbeit zum Thema Jüdische Unternehmer aus Frankfurt am Main 1924–1964: Ausgrenzung, Selbstbehauptung, Vernichtung, Bewältigung.[8][9][10]

2012
- Einzelpreis an Verena Kasper-Marienberg für ihre Arbeit ‘vor Euer Kayserlichen Mayestät Justiz-Thron’: Die Frankfurter jüdische Gemeinde am Reichshofrat in josephinischer Zeit (1765–1790).[11]

2014
- Erster Hauptpreis in Höhe von 5000 Euro: Edward Fram (Ben-Gurion-Universität des Negev) für sein Buch A Window on their World: The Court Diaries of Rabbi Hayyim Gundersheim. Frankfurt am Main, 1773–1794.[11]
- Zweiter Hauptpreis in Höhe von 5000 Euro: Stefan Litt (Israelische Nationalbibliothek Jerusalem) für seine Arbeit Jüdische Gemeindestatuten aus dem aschkenasischen Kulturraum 1650–1850.[11]

2016
- Hauptpreis in Höhe von 10.000 Euro: Alexandra Klei für ihre Arbeit Jüdisches Bauen in Nachkriegsdeutschland: Der Architekt Hermann Zvi Guttmann.
- Der erstmals vergebene Arno Lustiger-Förderpreis in Höhe von 3000 Euro: David Schnur mit seiner Arbeit Geschichte der Juden in Frankfurt am Main und der Wetterau von den Anfängen bis um 1400.[11]

2019
- Rosl und Paul Arnsberg-Preis: Tobias Freimüller: Frankfurt und die Juden. Neuanfänge und Fremdheitserfahrungen 1945–1990
- Arno Lustiger-Förderpreis: Vera Kallenberg: Jüdinnen und Juden in der Frankfurter Strafjustiz 1780–1814: Die Nicht-Einheit der jüdischen Geschichte[11]

2022
- Rosl und Paul Arnsberg-Preis: Debra Kaplan für eine Analyse der jüdischen Armenpflege in deutschen Städten[12]
- Arno Lustiger-Förderpreis: Matthias Springborn: Jüdische Kinder- und Jugendbildung in Deutschland seit 1945. Schulungskontexte und Wissensbestände im Wandel[13]

## Jury
- Vorsitz: Mirjam Wenzel (Direktorin des Jüdischen Museums Frankfurt am Main)
- Gad Arnsberg (Historiker)
- Evelyn Brockhoff (Direktorin des Instituts für Stadtgeschichte)
- seit 2022: Frank E. P. Dievernich (Vorstandsvorsitzender der Stiftung Polytechnische Gesellschaft)
- bis 2022: Roland Kaehlbrandt (ehem. Vorstandsvorsitzender der Stiftung Polytechnische Gesellschaft)
- Walther von Wietzlow † 18. Oktober 2017 (Präsident der Polytechnischen Gesellschaft e.V.)[11]